# Strauchritter farkasfalka
A Strauchritter farkasfalka a Kriegsmarine tengeralattjárókból álló második világháborús támadóegysége volt, amely összehangoltan tevékenykedett 1942. április 29. és 1942. május 5. között Skandináviától északra, a Spitzbergáktól délre. A Strauchritter  (Rablólovag) farkasfalka kilenc búvárhajóból állt, amelyek egy hajót elsüllyesztettek, kettőt megrongáltak. A hajók összesített vízkiszorítása 20 500 brt volt. A tengeralattjáróknak nem volt vesztesége.

## A farkasfalka tengeralattjárói
| A hajó száma | Parancsnoka          | Részvétel kezdete | Részvétel vége |
| ------------ | -------------------- | ----------------- | -------------- |
| U–88         | Heinrich Bohmann     | 1942. április 29. | 1942. május 2. |
| U–251        | Heinrich Timm        | 1942. április 29. | 1942. május 5. |
| U–376        | Friedrich-Karl Marks | 1942. április 29. | 1942. május 5. |
| U–378        | Alfred Hoschatt      | 1942. április 29. | 1942. május 5. |
| U–405        | Rolf-Heinrich Hopman | 1942. május 2.    | 1942. május 5. |
| U–436        | Günther Seibicke     | 1942. április 15. | 1942. május 1. |
| U–456        | Max-Martin Teichert  | 1942. április 29. | 1942. május 3. |
| U–589        | Hans-Joachim Horrer  | 1942. április 29. | 1942. május 5. |
| U–703        | Heinz Biefeld        | 1942. május 2.    | 1942. május 5. |

## Elsüllyesztett és megrongált hajók
| Dátum             | A búvárhajó száma | A hajó neve     | Nemzetisége        | Vízkiszorítása | Konvoj |
| ----------------- | ----------------- | --------------- | ------------------ | -------------- | ------ |
| 1942. április 30. | U–456             | HMS Edinburgh** | Egyesült Királyság | 11 500         | QP–11  |
| 1942. május 1.    | U–589             | Ciolkovszkij*   | Szovjetunió        | 2447           | QP–11  |
| 1942. május 3.    | U–251             | Jutland         | Egyesült Királyság | 6153           | PQ–15  |

* A hajó nem süllyedt el, csak megrongálódott

** Megrongálódott hadihajó